# Troczek prostowników

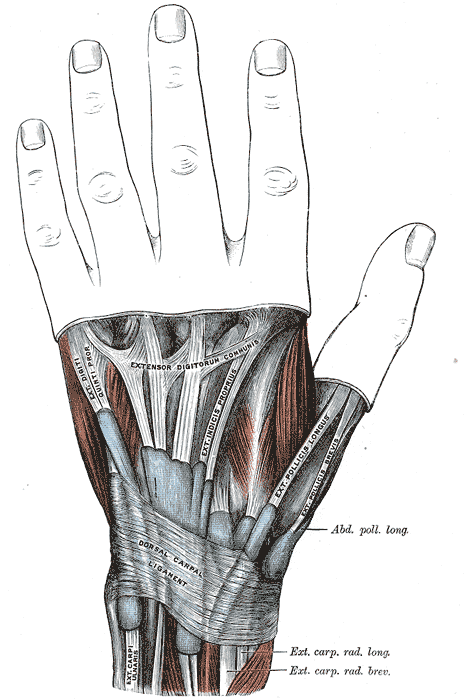
Ręka ludzka. Uwidoczniony troczek prostowników wraz ze ścięgnami mięśni grupy tylnej przedramienia

Troczek prostowników (łac. retinaculum extensorum) – w anatomii kręgowców zgrubienie powięzi kończyny piersiowej po stronie grzbietowej w okolicy nadgarstka, przytrzymujące liczne ścięgna mięśni przedramienia z grupy prostowników. 

## Troczek prostowników u człowieka
U człowieka troczek prostowników przyczepia się do wyrostka rylcowatego kości łokciowej, a także do kości trójgraniastej i kości grochowatej, po stronie bocznej natomiast do brzegu bocznego kości promieniowej.
Między troczkiem a kośćmi przebiegają pasma łącznotkankowe, tworząc sześć kanałów (przedziałów) dla dwunastu ścięgien mięśni prostowników. Są to, licząc kolejno od strony promieniowej:
- kanał pierwszy
  - ścięgno mięśnia odwodziciela długiego kciuka
  - ścięgno mięśnia prostownika krótkiego kciuka
- kanał drugi
  - ścięgno mięśnia prostownika promieniowego długiego nadgarstka
  - ścięgno mięśnia prostownika promieniowego krótkiego nadgarstka
- kanał trzeci
  - ścięgno mięśnia prostownika długiego kciuka
- kanał czwarty
  - cztery ścięgna mięśnia prostownika palców
  - ścięgno mięśnia prostownika wskaziciela
- kanał piąty
  - ścięgno mięśnia prostownika palca małego
- kanał szósty
  - ścięgno mięśnia prostownika łokciowego nadgarstka